# Lumière (álbum)
Lumière es un álbum de estudio por el bandoneonista de tango argentino Astor Piazzolla junto a su Conjunto Electrónico, grabado en 1975 y editado en Italia durante 1976, fue lanzado por el sello Carosello. El álbum contiene dos suites, una llamada Suite Lumière y la Suite Troileana en homenaje a Aníbal Troilo quién había fallecido en 1975. En Argentina el álbum se editó como Suite Troileana por el sello Trova, con una portada diferente, Hermenegildo Sábat retrató a Piazzolla y Troilo para tal ocasión.

## Antecedentes
Para 1973 y en vista de la caótica situación en Argentina, Piazzolla estaba en búsqueda de un contrato discográfico en Europa, y en marzo de 1974 el productor Aldo Pagani lo llamó por teléfono para ofrecerle un convenio que sería aceptado por Piazzolla. Así en 1974 se grabó y editó en Italia Libertango un álbum que tenía un marcado enfoque rockero que el Octeto Electrónico de 1976-1977 buscaría explotar aun más, los álbumes que le siguieron tuvieron características similares, Persecuta de 1977, y Mundial 78 de 1978 con motivo de la Copa Mundial de Fútbol de 1978 acontecida en Argentina. En 1974 se grabó y editó también en Italia el álbum Summit, en colaboración con saxofonista y jazzista estadounidense Gerry Mulligan.

## Historia

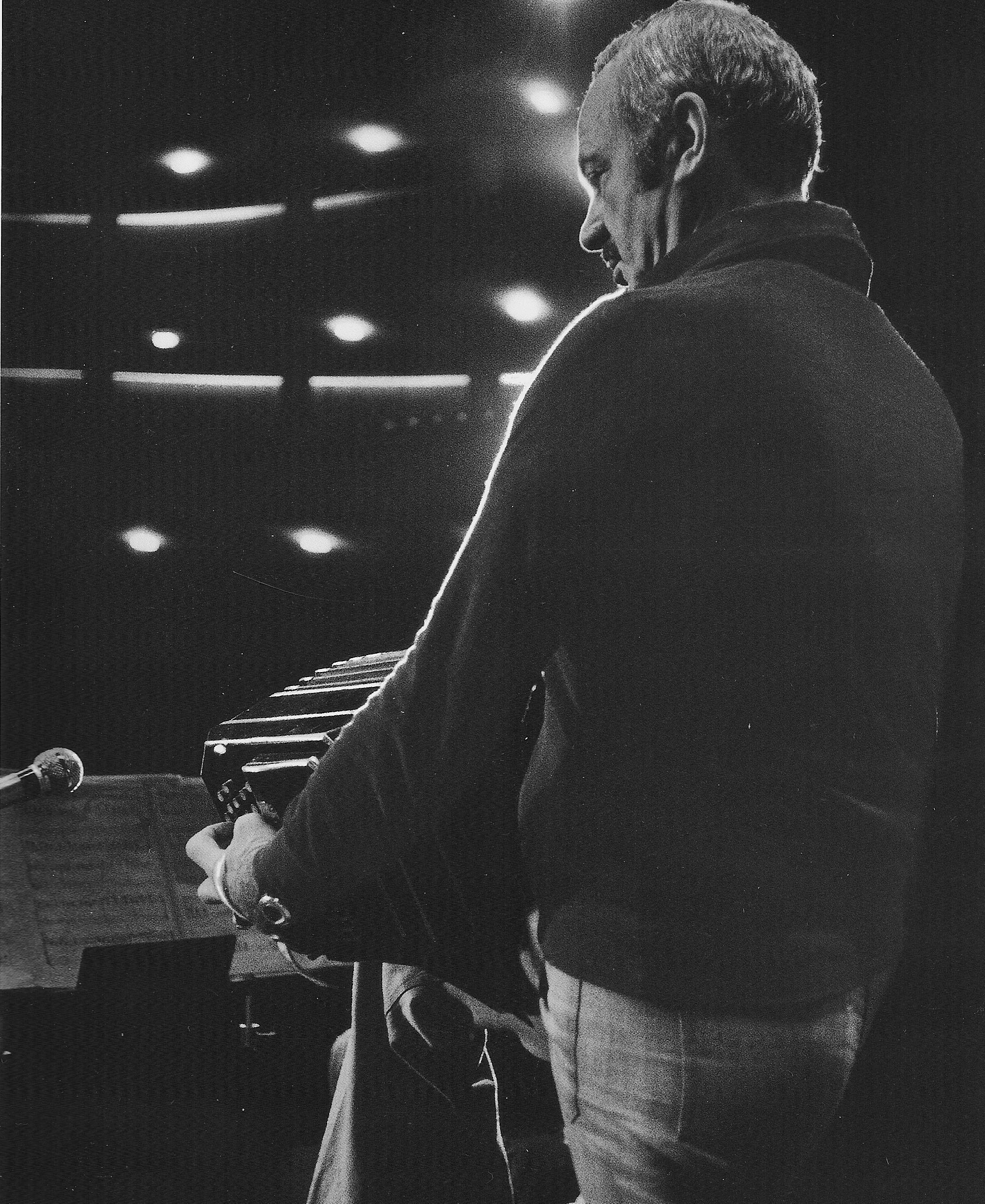
Piazzolla en 1975.

Daniel Piazzolla, hijo de Astor le hizo compañía a su padre durante su reposo tras sufrir un infarto en 1973. En charlas, ambos admiraban los trabajos orquestales de Quincy Jones, que incluían instrumentos eléctricos en su mayoría. Pocos años después, luego de una de las varias peleas con Amelita Baltar, la pareja se separó, y ese rompimiento derivó en una de las etapas más experimentales de Astor Piazzolla, el Octeto Electrónico. El nuevo conjunto tendría dos versiones, una de 1975 en Argentina y otra formada en 1977 en Europa. El Octeto Electrónico significaría un acercamiento por parte del músico al rock, sin embargo Piazzolla a lo largo de su carrera tuvo una relación ambivalente con el mundo del rock. Si bien en algún momento subo dar palabras de admiración para el género, sobre todo lo tendiente al rock progresivo como Emerson Lake and Palmer, tras la escasa repercusión del nuevo Octeto y malas relaciones con algunos de sus músicos, Piazzolla abandonó la idea de ser parte de ese mundo, al punto de omitir dentro de sus preferencias musicales a los nombres de músicos de rock en sus entrevistas.
En un momento durante 1975, Daniel recibió un llamado de Aerolíneas Argentinas, tenía un pasaje a su nombre para ir a Italia, Daniel decidió llevar su sintetizador porque no quería dejar sus estudios musicales, según él, su padre aún desconocía el instrumento. Daniel le enseño el nuevo instrumento a su padre, y Astor vio las diferentes posibilidades del mismo:

Un día aburrido pregunta mi padre para qué servían tantos botones y empecé a demostrarle todas las posibilidades que tenía el instrumento. En ese momento se dio cuenta de que los efectos que hacía con la boca, silbaba a veces tipo sirena, o golpeaba al bandoneón, los podía hacer con este aparatito. Entonces empezó escribir con ese sintetizador, en un teclado de tres octavas, porque teníamos que grabar para tres películas, la Suite Troliana, y música para un disco de José Ángel Trelles. O sea que debíamos registrar como para cinco discos en dos semanas, algo en lo que el sintetizador ayudaba mucho. Las películas eran Lumière, Adiós Santiago y Viaje de Bodas.
Daniel Piazzolla.

El 18 de marzo de 1975 murió Aníbal Troilo, y al igual que Troilo había compuesto «Responso» como homenaje a Homero Manzi tras su muerte, Astor Piazzolla hizo su propio «responso» para homenajear a Troilo, la idea nació de su mánager Alan Pagani, según María Azzi y Simón Collier. En palabras de Piazzolla: «la noticia de su muerte me sorprendió como un mazazo. A los pocos días todo ese cariño que sentía por el amigo me llevó al piano y compuse los cuatro movimientos, cada uno sobre los cuatro amores que tuvo el gordo, 'Bandoneón', 'Zita', 'Whisky', y 'Escolaso'». Así editó el álbum Lumière de 1976 (en Argentina se editó como Suite Troileana) de carácter similar a los anteriores álbumes italianos. El álbum contó con la participación de Antonio Agri, a quien Piazzolla llamó especialmente para que participara de la grabación. En este nuevo álbum el músico renunció a la orquesta de cuerdas y se vuelca a un grupo formado por sesionistas, que tiene características de un grupo de jazz rock de la época.
Por otro lado la Suite Lumière se trataba de una banda sonora de la película homónima dirigida por Jeanne Moreau. El álbum Lumière junta ambas suites en un disco, comenzando primero con esta última. Las ediciones regulares incluyendo la original de Italia mentían ese orden, pero en las edición argentina se optó por poner primero la Suite en homenaje a Troilo, y se cambió la portada por un retrato de Piazzolla y Troilo dibujado por Hermenegildo Sábat.

## Grabación
Las suites de Lumière se grabaron durante septiembre de 1975, en una serie de sesiones que en palabras de Daniel Piazzolla fueron «maratónicas», en los Estudios Mondial Sound, en Milán, Italia. De aquellas sesiones de septiembre se grabaron cuatro álbumes, de los cuales tres álbumes que fueron bandas sonoras que se editaron unos años después: Il pleut sur Santiago (1975), el presente Lumière (1975) y Viaje de Bodas (1977), mientras que Balada para un loco (1976) fue un álbum en colaboración con José Ángel Trelles.

## Lanzamiento y reediciones
Lumière se editó originalmente en 1976 en Italia por el sello Carosello, en Argentina se editó como Suite Troileana por la discográfica argentina Trova, con una portada hecha por Hermenegildo Sábat, en Francia fue lanzado por Polydor (también con portada diferente), en Brasil por Pick y en Japón por Tam, al año siguiente Mavie lo editó en Venezuela. En Brasil el álbum se reeditó en 1988 por el sello RGE. En 1990 se editó en Alemania con una portada diferente, en LP y CD. En Argentina Trova lo reeditó en CD en 1991 y en 2014 junto a Random Records.

## Lista de temas
Todas las canciones escritas y compuestas por Astor Piazzolla. 
| Lado A: Suite Lumière |             |          |  |
| N.º                   | Título      | Duración |  |
| 1.                    | «Solitude»  | 4:06     |  |
| 2.                    | «Mort»      | 5:48     |  |
| 3.                    | «Lumière»   | 4:10     |  |
| 4.                    | «L'Evasion» | 4:50     |  |

| Lado B: Suite Troileana |             |          |  |
| N.º                     | Título      | Duración |  |
| 5.                      | «Bandoneon» | 4:00     |  |
| 6.                      | «Zita»      | 4:25     |  |
| 7.                      | «Whisky»    | 4:23     |  |
| 8.                      | «Escolaso»  | 4:32     |  |

## Créditos
Conjunto Electrónico
- Astor Piazzolla - bandoneón, arreglos y dirección
- Antonio Agri - violín
- Filippo Daccò - guitarra
- Arnaldo Ciato - órgano, piano
- Daniel Piazzolla - sintetizador
- Pino Presti - bajo
- Tullio de Piscopo - batería, percusión, efectos

Otros
- Hermenegildo Sabat - arte de tapa (solo en la ediciòn argentina)
- Juan Arruabarrena - diseño gráfico
- Aldo Pagani - productor
- Tonino Paolillo - técnico grabación